# Crucible Theatre

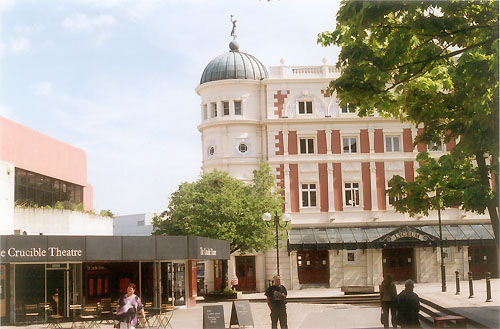
O Crucible (esquerda) e o Lyceum (direita), dois teatros em Sheffield

O Crucible Theatre é um edifício no centro de Sheffield, Inglaterra. É um teatro inaugurado em 1971.
Além de peças teatrais realizam-se no Crucible eventos desportivos, sendo o mais importante o Campeonato mundial de snooker, além de torneios de ténis de mesa e squash.